# George Parsons Trophy
George Parsons Trophy je trofej udělovaná hokejistovi, který během Memorial Cupu prokáže největšího sportovního ducha. Trofej je pojmenována po bývalém hráči OHA a NHL Georgu Parsonsovi, který musel v roce 1939 předčasně ukončit kariéru, kvůli zranění očí. 

## Držitelé George Parsons Trophy
| Rok  | Hráč                 | Tým                              |
| ---- | -------------------- | -------------------------------- |
| 2023 | Logan Stankoven      | Kamloops Blazers                 |
| 2022 | Logan Morrison       | Hamilton Bulldogs                |
| 2021 | trofej neudělena     | trofej neudělena                 |
| 2020 | trofej neudělena     | trofej neudělena                 |
| 2019 | Nick Suzuki          | Guelph Storm                     |
| 2018 | Adam Holwell         | Acadie–Bathurst Titan            |
| 2017 | Anthony Cirelli      | Erie Otters                      |
| 2016 | Francis Perron       | Rouyn-Noranda Huskies            |
| 2015 | Alexis Loiseau       | Rimouski Oceanic                 |
| 2014 | Curtis Lazar         | Edmonton Oil Kings               |
| 2013 | Bo Horvat            | London Knights                   |
| 2012 | Zack Phillips        | Saint John Sea Dogs              |
| 2011 | Marc Cantin          | Mississauga St. Michael’s Majors |
| 2010 | Toni Rajala          | Brandon Wheat Kings              |
| 2009 | Yannick Riendeau     | Drummondville Voltigeurs         |
| 2008 | Matthew Halischuk    | Kitchener Rangers                |
| 2007 | Brennan Bosch        | Medicine Hat Tigers              |
| 2006 | Jerome Samson        | Moncton Wildcats                 |
| 2005 | Marc-Antoine Pouliot | Rimouski Océanic                 |
| 2004 | Josh Gorges          | Kelowna Rockets                  |
| 2003 | Gregory Campbell     | Kitchener Rangers                |
| 2002 | Tomáš Plíhal         | Kootenay Ice                     |
| 2001 | Brandon Reid         | Val d'Or Foreurs                 |
| 2000 | Brandon Reid         | Halifax Mooseheads               |
| 1999 | Brian Campbell       | Ottawa 67’s                      |
| 1998 | Manny Malhotra       | Guelph Storm                     |
| 1997 | Radoslav Suchý       | Chicoutimi Saguenéens            |
| 1996 | Mike Williams        | Peterborough Petes               |
| 1995 | Jarome Iginla        | Kamloops Blazers                 |
| 1994 | Yanick Dubé          | Laval Titan                      |
| 1993 | Jason Dawe           | Peterborough Petes               |
| 1992 | Colin Miller         | Sault Ste. Marie Greyhounds      |
| 1991 | Ray Whitney          | Spokane Chiefs                   |
| 1990 | Jason Firth          | Kitchener Rangers                |
| 1989 | Jamey Hicks          | Peterborough Petes               |
| 1988 | Martin Gélinas       | Hull Olympiques                  |
| 1987 | Scott McCrory        | Oshawa Generals                  |
| 1986 | Kerry Huffman        | Guelph Platers                   |
| 1985 | Tony Grenier         | Prince Albert Raiders            |
| 1984 | Brian Wilks          | Kitchener Rangers                |
| 1983 | David Gans           | Oshawa Generals                  |
| 1982 | Brian Bellows        | Kitchener Rangers                |
| 1981 | Mark Morrison        | Victoria Cougars                 |
| 1980 | Dale Hawerchuk       | Cornwall Royals                  |
| 1979 | Chris Halyk          | Peterborough Petes               |
| 1978 | Mark Kirton          | Peterborough Petes               |
| 1977 | Bobby Smith          | Ottawa 67’s                      |
| 1976 | Richard Shinske      | New Westminster Bruins           |
| 1975 | John Smrke           | Toronto Marlboros                |
| 1974 | Guy Chouinard        | Québec Remparts                  |